# Ypsilopus erectus
Ypsilopus erectus är en orkidéart som först beskrevs av Phillip James Cribb, och fick sitt nu gällande namn av Phillip James Cribb och Joyce Stewart. Ypsilopus erectus ingår i släktet Ypsilopus och familjen orkidéer. Inga underarter finns listade i Catalogue of Life.